# Carpo (satelit)
Carpo /'kar.po/, sau Jupiter XLVI, este un satelit natural al lui Jupiter . A fost descoperit de o echipă de astronomi de la Universitatea  Hawaii condusă de Scott S. Sheppard în 2003 și a fost desemnat provizoriu ca S/2003 J 20   până când și-a primit numele la începutul anului 2005 
Carpo are un diametru de aproximativ 3 kilometri și orbitează în jurul lui Jupiter la o distanță medie de 17,145 Gm în 458,625 zile, la o înclinare de 56° față de ecliptică (55° față de ecuatorul lui Jupiter) și cu o excentricitate mare de 0,4316.
A fost numit în martie 2005 după Carpo, una dintre Horae și o fiică a lui Zeus (Jupiter).
La fel ca Themisto și Valetudo, aceast satelit pare să fie singurul membru al unei clase unice, ceea ce îl face deosebit de interesant. Înclinația orbitală a sateliților precum acesta este limitată de efectul Kozai, descoperit de Yoshihide Kozai în 1962. Acest efect induce un schimb periodic între înclinarea și excentricitatea orbitei; dacă înclinația este suficient de mare, excentricitatea poate crește la rândul său atât de mare încât periapsida satelitului (numit perijov în cazul sateliților lui Jupiter) s-ar afla în imediata vecinătate a sateliților galileeni (Io, Europa, Ganymede și Callisto). Satelitul s-ar ciocni în cele din urmă cu unul dintre aceștia, sau o întâlnire apropiată l-ar arunca complet din sistemul jovian. Perioada de precesie a periapsidei ( Pw ) este de 6,8 milioane de ani. 